# Signe Scheel
Signe Scheel (Hamar, 23 de noviembre de 1860 – Oslo, 15 de diciembre de 1942) fue una pintora noruega.

## Biografía
Scheel nació el 23 de noviembre de 1860 en Hamar. Estudió con varios pintores en diferentes lugares: Christian Krohg en Noruega, con Karl Gussow en Berlín y con Pascal Dagnan-Bouveret en la Académie Colarossi en París, Francia.
Expuso con frecuencia en el Høstutstillingen, la exposición anual de arte en Oslo. Su obra más famosa, La sierva del señor, se encuentra en el Museo Nacional de Arte, Arquitectura y Diseño de Oslo.
Scheel murió el 15 de diciembre de 1942 en Oslo.

## Legado
En 2017, el Signe Scheel Hall se estableció en Skrivergarden Undesløs, donde Scheel vivió desde 1877 hasta 1898.

## Galería

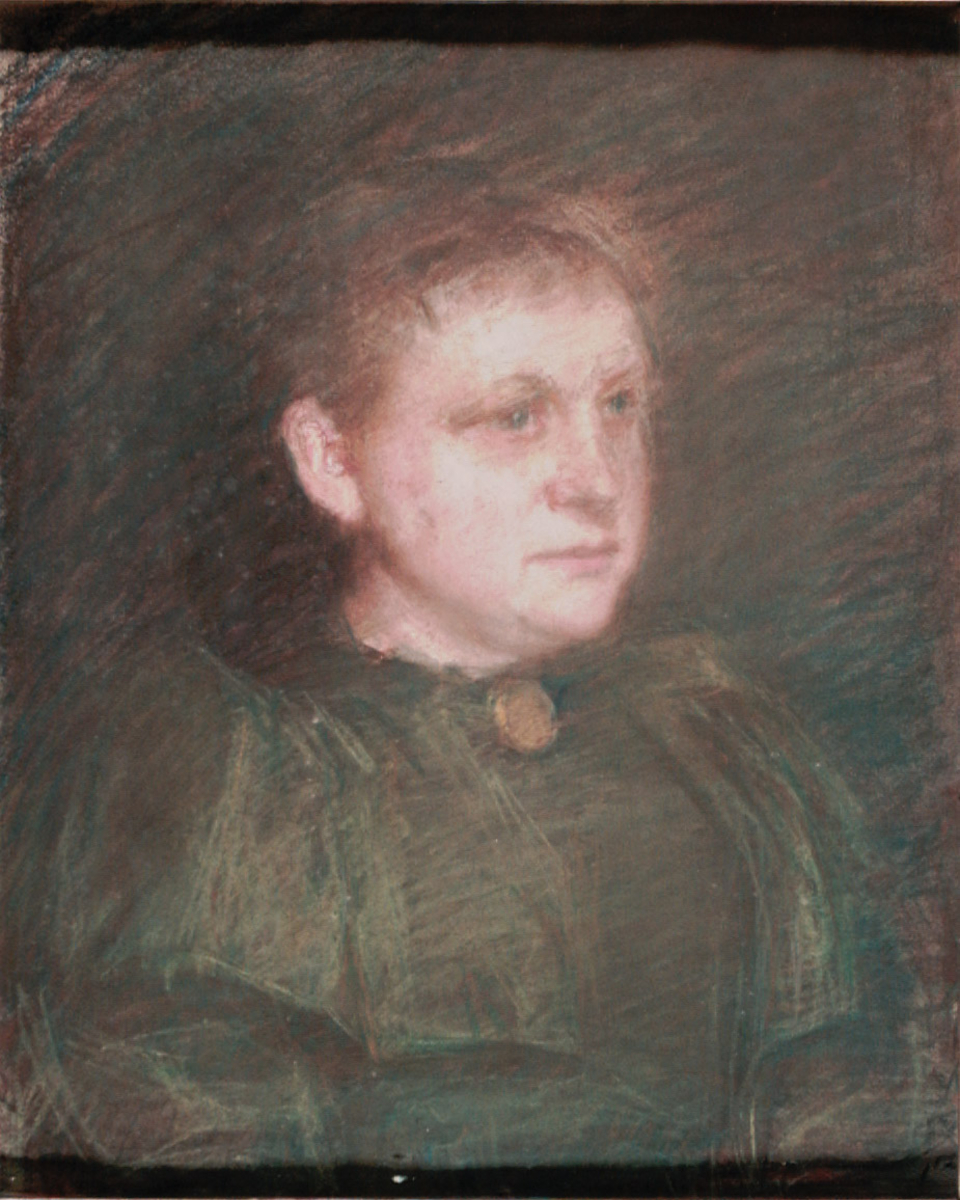
Retrato de Marie Tannæs (1892). Museo de Oslo